# Melomys caurinus
Melomys caurinus  (Thomas, 1921) è un roditore della famiglia dei Muridi endemico delle Isole Talaud, Indonesia.

## Descrizione

### Dimensioni
Roditore di medie dimensioni, con la lunghezza della testa e del corpo di 176 mm, la lunghezza della coda tra 136 e 137 mm, la lunghezza del piede tra 30 e 30 mm e la lunghezza delle orecchie di 15 mm.

### Aspetto
Le parti superiori sono grigio-brunastre scure, mentre le parti ventrali sono bianco crema. Il dorso dei piedi è grigio. La coda è più corta della testa e del corpo, è uniformemente bruno-nerastraed è ricoperta da 13 anelli di scaglie per centimetro, corredata ciascuna da un singolo pelo.

## Biologia

### Comportamento
È una specie probabilmente terricola.

## Distribuzione e habitat
Questa specie è endemica delle isole Karakelong e Salebabu, nelle Isole Talaud.

## Conservazione
La IUCN Red List, considerato che questa specie è conosciuta soltanto in due località, dove l'habitat è soggetto a degrado, classifica M.caurinus come specie in pericolo (EN).